# Контроль (фильм, 2004)
«Контроль» (англ. Control — криминальная драма 2004 года режиссёра Тима Хантера по сценарию сценаристов телесериала «Тайны Смолвиля» Тодда Славкина и Даррена Свиммера.

## Сюжет
Жестокому убийце Ли Рэю Оливеру (Рэй Лиотта) по приговору суда делают смертельную инъекцию, но она оказывается простым снотворным. Так как по всем документам Оливер мёртв, его ставят перед выбором: либо он участвует в качестве подопытного в испытаниях нового лекарственного средства, подавляющего агрессию — анагресса — либо смертный приговор приводится в действие уже по-настоящему. После некоторых раздумий Оливер соглашается; шефство над ним берёт доктор Коупленд (Уиллем Дефо).
Испытуемому сводят татуировки и вылечивают характерные шрамы на лице, что совсем не нравится бывшему убийце. В течение эксперимента он несколько раз пытается сопротивляться учёным и сбежать из исследовательского центра, но всякий раз его останавливают и заставляют вновь и вновь принимать анагресс. Вскоре Оливер начинает испытывать муки совести, по большей части связанные с несправедливо застреленным им Гэри Капуто: Капуто удалось выжить после попадания пули в голову, но он навсегда остался инвалидом. Одновременно с этим Коупленд начинает чувствовать привязанность к своему подопечному, он верит, что сумеет сделать из Оливера полноценного члена общества. Вскоре Оливеру предоставляют некоторую личную свободу: под именем Джо Монро его поселяют на квартире, принадлежащей исследовательскому центру, и предоставляют триста долларов на первое время. При этом, квартира оборудована камерами, за которыми следит приставленный оператор, а на ноге Оливера закрепляют датчик движения. В поисках работы Оливер находит автомойку, принадлежащую некоему Ральфу. Там же работает девушка Тереза (Мишель Родригес), в которую Оливер влюбляется и с которой начинает проводить всё больше времени вместе. Постепенно выясняется, что Тереза также пытается изменить свою жизнь, избавившись от наркозависимости и начав всё с нуля.
Всё ещё терзаемый муками совести, Ли Рэй обманом усыпляет наблюдателя и отправляется в дом Гэри Капуто, чтобы извиниться перед ним. По пути на него нападает преследующий его киллер из русской мафии Влас — в своё время Ли Рэй застрелил племянника босса мафии. Оливер обезвреживает бандита и советует держаться от него подальше, так как «теперь он другой человек». Навестив Гэри, Оливер дарит тому сладости и извиняется за содеянное, представившись как третье лицо, и предлагает помогать тому по жизни, на что Гэри соглашается. В этот момент возвращается брат Гэри, Билл, и Оливер уходит, но Билл успевает заметить его и узнать, после чего решает отомстить так и не убитому преступнику. При возвращении домой Ли Рэя перехватывают агенты центра и его непосредственный глава, доктор Арло Пеннер (Стивен Ри), но Оливеру удается убедить их в своих благих намерениях, после чего его возвращают на квартиру и назначают нового наблюдателя.
Ли Рэй и Тереза отправляются в парк развлечений, где вновь о себе дает знать Влас, но Оливеру удается сбить того со следа. После Тереза приглашает Ли Рэя к себе домой, но тот не остается, не желая, чтобы девушка узнала о датчике движения, и возвращается домой, где его уже поджидает Билл Капуто. Билл убивает наблюдателя и срезает датчик с ноги Оливера, после чего похищает его; в результате виновным считают самого Оливера и сворачивают эксперимент — теперь «Джо Монро» по всем правилам должен умереть. Билл отвозит заложника к себе домой, где заставляет его признаться в том, что это он сам стрелял в Гэри, но Гэри искренне считает Ли Рэя своим другом и сбивает брата с ног, не дав тому убить Оливера. Оливер убегает, успев по пути позвонить Коупленду и попросить его привезти анагресса. Он забегает в медцентр в поисках успокоительного, когда его настигает Влас. После непродолжительной перестрелки, во время которой погибает фармацевт, у Оливера получается убить Власа, но теперь за ним охотятся и агенты исследовательского центра. Оливер прячется сначала у Терезы, а потом у Коупленда, к которому через некоторое время врываются агенты во главе с Пеннером. Коупленд пытается убедить шефа продолжить испытания, так как анагресс работает, но Пеннер раскрывает тайну: анагресс, принимаемый Оливером — не что иное, как плацебо, а те, кто принимал настоящие таблетки, умерли от цирроза печени. Коупленд сбегает из дома вместе с подопечным и ввязывается в погоню, устроенную Пеннером. Их автомобиль падает в воду и, выбравшись, Коупленд дает Оливеру деньги, дабы тот мог купить билет на самолёт в другой штат и исчезнуть, но один из агентов Пеннера расстреливает Оливера при попытке к бегству; Ли Рэй умирает на руках у доктора.
В финальной сцене показан Коупленд, ставший главой Юношеского Центра.

## В ролях
| Актёр            | Роль                      |
| ---------------- | ------------------------- |
| Рэй Лиотта       | Ли Рэй Оливер / Джо Монро |
| Уиллем Дефо      | доктор Майкл Коупленд     |
| Стивен Ри        | доктор Арло Пеннер        |
| Мишель Родригес  | Тереза                    |
| Тим Дикей        | Билл Капуто               |
| Полли Уокер      | Барбара Коупленд          |
| Кэтлин Робертсон | Эден Росс                 |
| Райчо Василев    | Влас                      |